# CD-ROM
CD-ROM (англ. Compact Disc Read-Only Memory читается: «сиди-ро́м») — разновидность компакт-дисков с записанными на них данными, доступными только для чтения (read-only memory — память «только для чтения»). CD-ROM — доработанная версия CD-DA (диска для хранения аудиозаписей), позволяющая хранить на нём прочие цифровые данные (физически от первого ничем не отличается, изменён только формат записываемых данных). Позже были разработаны версии с возможностью как однократной записи (CD-R), так и многократной перезаписи (CD-RW) информации на диск. Дальнейшим развитием CD-ROM стали DVD-ROM.
CD-ROM — был популярным и дешёвым средством для распространения программного обеспечения, компьютерных игр, мультимедиа и прочих данных. В июле 1993 года в России на Уральском электромеханическом заводе впервые начат массовый выпуск лазерных компакт-дисков (CD-ROM) на оборудовании голландской фирмы ODME. В марте 1994 года издательство «Медиа-Механикс» выпустило первый  в России лицензионный диск CD-ROM, а с 1995 года начали массово распространяться и нелицензионные (пиратские) диски CD-ROM. В начале 2000-х годов CD-ROM (а позднее и DVD-ROM) стал основным носителем для переноса информации между компьютерами, вытеснив с этой роли флоппи-диск. Начиная с середины 2000-х, он уступил эту роль более перспективным твердотельным носителям.
Формат записи на CD-ROM также предусматривает запись на один диск информации смешанного содержания — одновременно как компьютерных данных (файлы, ПО, чтение доступно только на компьютере), так и аудиозаписей (воспроизводимых на обычном проигрывателе аудио компакт-дисков), видео, текстов и картинок. Такие диски, в зависимости от порядка следования данных, называются усовершенствованными (англ. Enhanced CD) либо Mixed-Mode CD.
Зачастую термин CD-ROM ошибочно (в просторечии) используют для обозначения самих приводов (устройств) для чтения этих дисков (правильно — CD-ROM Drive, CD-привод).

## Технические детали

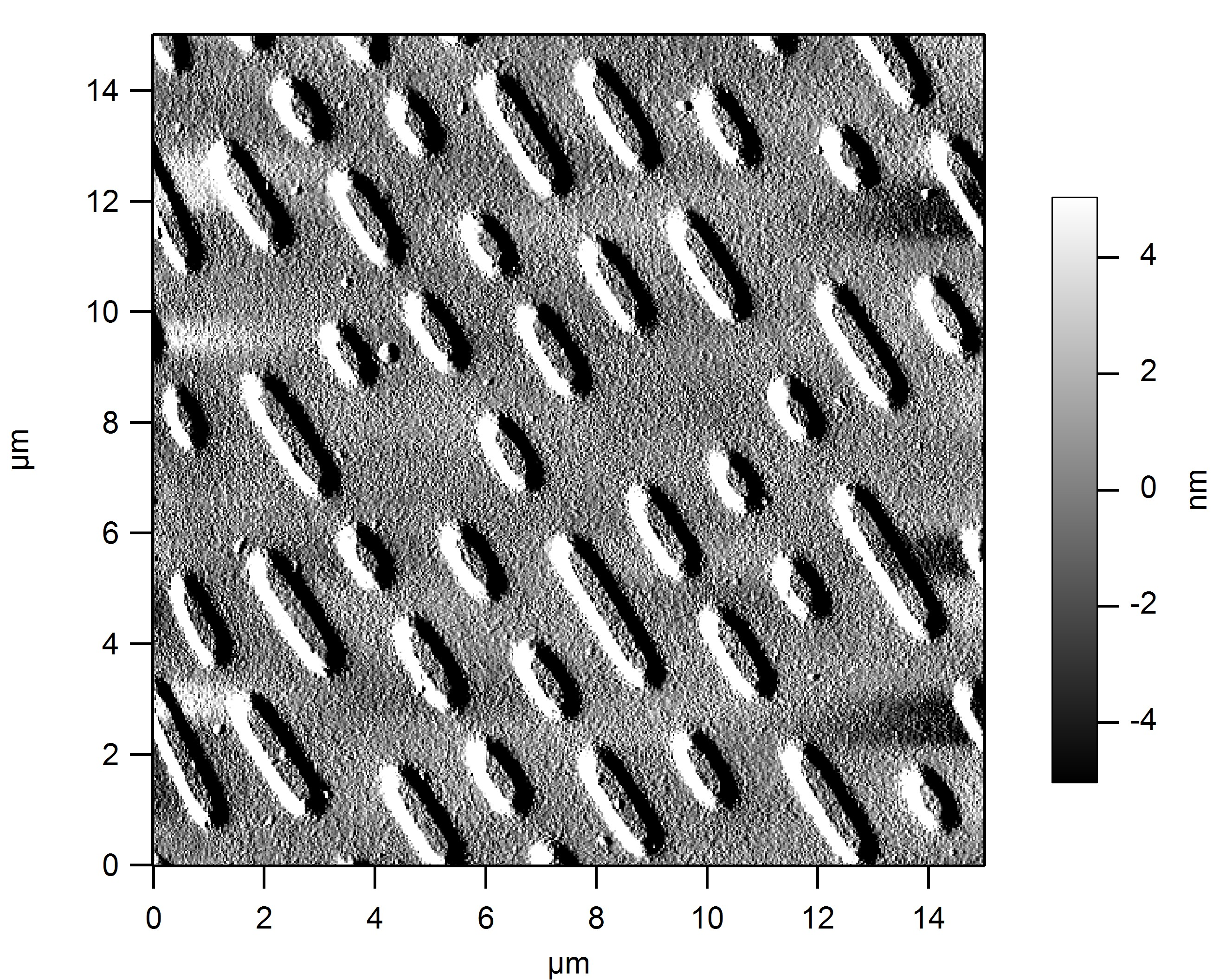
Изображение рельефа поверхности CD-ROM, полученное с помощью атомно-силового микроскопа

Компакт-диск представляет собой поликарбонатную подложку толщиной 1,2 мм, покрытую тончайшим слоем металла (алюминий, золото, серебро и др.) и защитным слоем лака, на котором обычно наносится графическое представление содержания диска. Принцип считывания через подложку был принят, поскольку позволяет весьма просто и эффективно осуществить защиту информационной структуры и удалить её от внешней поверхности диска. Диаметр пучка на внешней поверхности диска составляет порядка 0,7 мм, что повышает помехоустойчивость системы к пыли и царапинам. Кроме того, на внешней поверхности имеется кольцевой выступ высотой 0,2 мм, позволяющий диску, положенному на ровную поверхность, не касаться этой поверхности. В центре диска расположено отверстие диаметром 15 мм. Вес диска без коробки составляет приблизительно 15,7 г. Вес диска в обычной (не «slim») коробке приблизительно равен 74 г.
Компакт-диски имеют в диаметре 12 см и изначально вмещали до 650 Мбайт информации. Однако, начиная приблизительно с 2000 года, всё большее распространение стали получать диски объёмом 700 Мбайт, впоследствии полностью вытеснившие диск объёмом 650 Мбайт. Встречаются и носители объёмом 800 мегабайт и даже больше, однако они могут не читаться на некоторых приводах компакт-дисков. Бывают также 8-сантиметровые диски, на которые вмещается около 140 или 210 Мб данных и CD, формой напоминающие кредитные карточки (т. н. диски-визитки).
Информация на диске записывается в виде спиральной дорожки так называемых питов (углублений), выдавленных в поликарбонатной основе. Каждый пит имеет примерно 100 нм в глубину и 500 нм в ширину. Длина пита варьируется от 850 нм до 3,5 мкм. Промежутки между питами называются лендом. Шаг дорожек в спирали составляет 1,6 мкм.
Фабричная репликация CD-ROM дисков производится с помощью штамповки с мастер-матрицы, поэтому запись данных на них не производится в принципе. Отлитая поликарбонатовая болванка металлизируется и покрывается слоем защитного лака. С другой стороны, диски CD-R (Recordable – записываемый) и CD-RW (ReWritable – перезаписываемый) предназначены для записи в домашних условиях на специальных пишущих приводах.

## CD-визитка

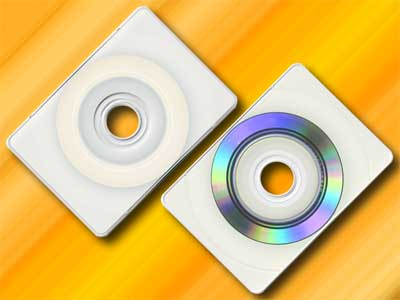
СD-визитки

CD-визитка — оптический диск, выполняемый в формате визитной карточки (повторяет её размер 90×50 мм).
Предназначен для хранения персональных данных, дополняющих контактную информацию, отпечатанную на лицевой стороне CD-визитки.
Диск визитки предназначен для воспроизведения в компьютерном приводе, его проигрывание обеспечивается расположением в её нижней части выпуклостей, фиксирующих диск в 8-см углублении для mini-DVD и mini-CD. В отличие от CD-открыток, диск выполнен из более плотного материала и имеет меньший радиус, поэтому существует меньше возможностей его разрыва в компьютерном приводе.
Для вариантов, выполненных на базе CD-технологии, характерен объём 20 Мб.
Обратная сторона диска допускает нанесение на неё меток и изображений, хотя в центре диска присутствует отверстие.

### Стандарты
Существует несколько стандартов хранения данных на цифровых оптических дисках. В совокупности они называются «Радужными книгами». Они включают в себя «Красную книгу» — стандарт для аудиодисков, «Белую книгу» — стандарт хранения видеоданных, «Жёлтую книгу» — стандарт хранения компьютерных данных, а также «Зелёную книгу» — стандарт хранения мультимедийной информации на диске, объединяющий три предыдущих стандарта (см.: CD-i).